# کشتی روسی
کشتی روسی یا خزانهٔ روسی (به روسی: Русский ковчег روسکیی کُوْچِگ) (به انگلیسی: Russian Ark) فیلمی به ژانر درام تاریخی به کارگردانی الکساندر سوکوروف با بازی سرگی دونتسوف محصول سال ۲۰۰۲ است. این کار تماماً در کاخ زمستانی در موزه ارمیتاژ فیلمبرداری شده و تمامی فیلم یک نمای بلند ۹۶ دقیقه‌ای است. کشتی روسی به جشنواره فیلم کن سال ۲۰۰۲ راه یافت.

## درباره عنوان
کلمهٔ کوچِگ در عنوان روسی فیلم، روسکیی کوْچِگ، (و مشابهاً آرک در عنوان انگلیسی) به معنی خزانه یا گنجینه به طور عام، یا به طور خاص خزانه و ضریح کتب مذهبی در دیر یا کنیسه است و مشخّصا در ترجمه‌های روسی و انگلیسی از عهد قدیم به معنی تابوت عهد و سفینهٔ نوح نیز آمده‌اند. به نظر می‌رسد انتخاب عنوان با در نظر داشتن همهٔ این معانی و اشاره به نقش ارمیتاژ به مثابه پناهگاه فرهنگ در تلاطم تاریخ روسیه بوده باشد.

## داستان
فیلم به شکل یک مکالمهٔ خیالی بین یک شخصیّت واقعی تاریخی، دیپلُمات فرانسوی و صاحب کتاب «امپراتوری تزار، سفری در روسیّهٔ جاودان»، مارکی دُ کوستین، و راوی پیش می‌رود. کاخ زمستانه، که اکنون به موزه ٔ ارمیتاژ تبدیل شده است، صحنهٔ مرور امورات روزانهٔ دوره‌های مختلف تاریخی روسیّه می‌شود و این به نوبهٔ خود دست‌مایهٔ بحث دربارهٔ فرهنگ و هنر روسیّه بین راوی، به عنوان یک روس، و مارکی دُ کوستین، به عنوان بازنماینده ٔ نگرش خُردبینانهٔ اروپا نسبت به فرهنگ روسی می‌گردد.